# هلنه (قمر)
هلنه (به یونانی: Ἑλένη)، یکی از ۶۲ قمر شناخته شدۀ سیاره زحل است که در ۱ مارس ۱۹۸۰ کشف شد.